# Joseph Mortimer Granville
Pour les articles homonymes, voir Granville (homonymie).
Joseph Mortimer Granville, né en 1833 et mort en 1900, est un médecin anglais membre de l'Église épiscopale. Auteur de nombreux ouvrages médicaux et de vulgarisation, son nom est resté comme celui de l'inventeur du vibromasseur nommé le marteau de Granville, objet destiné à calmer les douleurs musculaires, et dont l'usage est rapidement détourné pour pratiquer la masturbation. Son histoire est largement romancée dans le film Oh my God!, qui en fait un jeune médecin traitant des femmes hystériques,,.

## Galerie

Différents appareils vibromasseurs et accessoires associés inventés par Granville
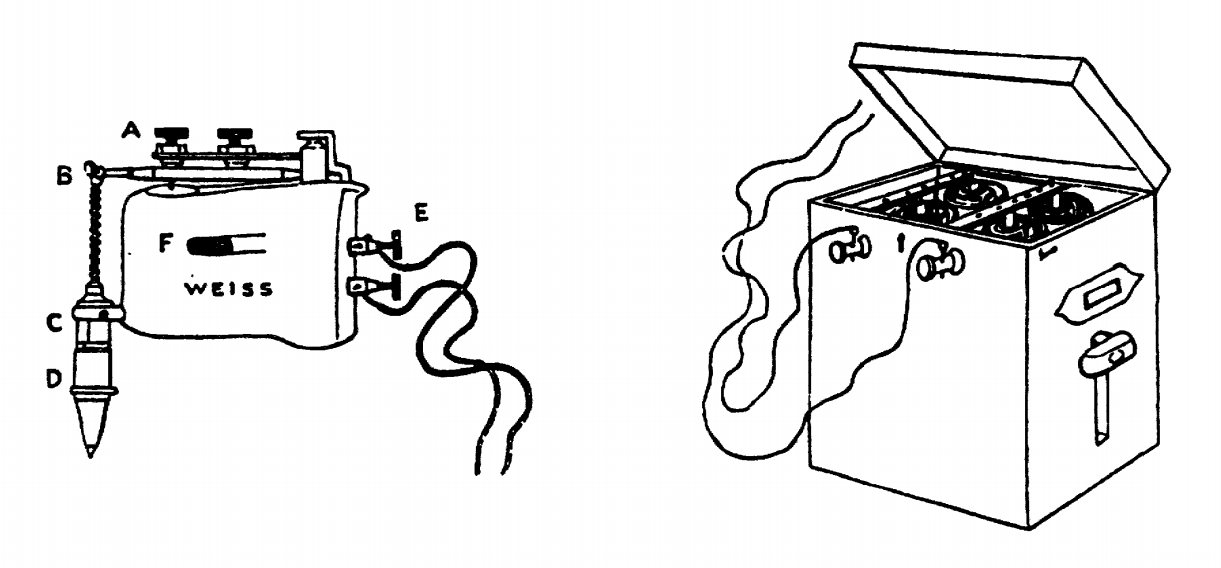
Le vibromasseur de Granville (à gauche) et sa batterie (à droite)
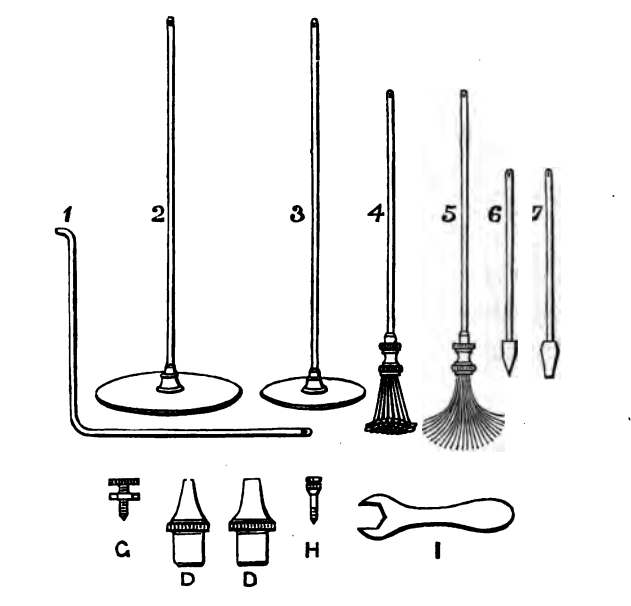
Articles et accessoires du vibromasseur
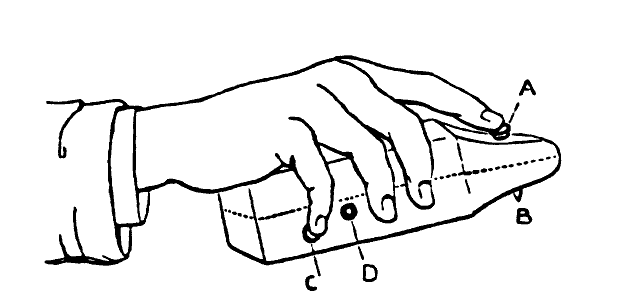
« Percuteur » manuel avec mécanisme
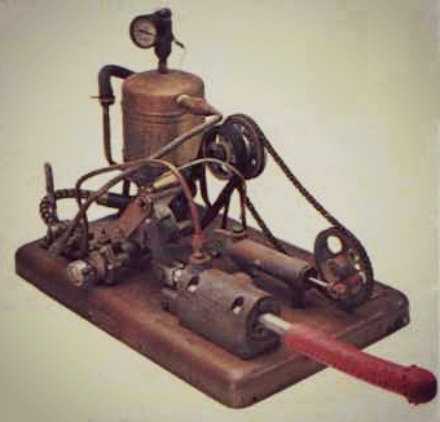
Le premier vibromasseur de l’histoire fut inventé par Joseph Mortimer Granville (1833 – 1900) à la fin du XIXe siècle

## Écrits
- While the 'Boy' Waits (1873)
- The Borderlands of Insanity (1877, avec Andrew Wynter)
- The Care and Cure of the Insane (1877, deux volumes)
- The Secret of A Clear Head (1879)
- Common Mind-Troubles (1879)
- 'Change' as A Mental Restorative (1880)
- The Secret of A Good Memory (1880)
- Nerve-Vibration and Excitation as Agents in the Treatment of Functional Disorder and Organic Disease (1883)
- Youth: Its Care and Culture (1890)